# Skálholt
Skálholt is een historische plek in het zuiden van IJsland vlak bij de rivier Hvitá. Het dorp Skálholt bestaat nu alleen maar uit een paar huizen en een relatief grote kerk, maar was vroeger vanaf de 11e tot aan het eind van de 18e eeuw een belangrijk sociaal, cultureel en religieus centrum.
Skálholt was vanaf 1056 tot 1796 een bisschopszetel. Gedurende deze ongeveer 700 jaar hebben er 44 bisschoppen in Skálholt gezeteld; 31 katholieke tot aan de Reformatie in 1550, en daarna 13 lutheraanse totdat het bisdom in 1796 naar Reykjavik verhuisde. De eerste kathedraal werd vlak na de kerstening van IJsland in het jaar 1000 na Christus gebouwd, en nadien volgden er nog 8 andere. Twee kathedralen werden door brand verwoest (in 1309 en 1527), één werd door een storm ernstig beschadigd en in 1630 brandde de hele nederzetting af, inclusief de bibliotheek en het archief van de bisschop. In de loop van de 12e en 13e eeuw groeide Skálholt uit tot een van de grootste plaatsen van IJsland met meer dan 200 bewoners. Het bestond uit meerdere huizen van diverse afmetingen met bijgebouwen, er stond een school (de eerste van IJsland), een drukpers, meerdere opslagloodsen en een kathedraal met de residentie van de bisschop. In 1784 beschadigde een krachtige aardbeving vele huizen en gebouwen van Skálholt. De voorlaatste kathedraal werd in 1802 afgebroken, en op de restanten staat de huidige kerk die in 1963 klaar was. De kerk is gedecoreerd met werken van IJslandse kunstenaars, in de catacomben huist de bisschopstombe van bisschop Páll Jónsson (1196 - 1211) met bijbehorend museum, en op zolder bevindt zich een boekencollectie.
Meerdere historische gebeurtenissen hebben bij Skálholt plaatsgevonden, zoals de onthoofding van de laatste katholieke bisschop van IJsland, Jón Arason. Jón was eigenlijk een bisschop in het noordelijk gelegen Hólar, dat sinds 1100 het tweede bisdom van IJsland was. Hij trok zuidwaarts naar Skálholt om de (geslaagde) poging van de Deense koning Christiaan III om het lutheranisme in te voeren, te voorkomen. Na een kort gevecht werd hij gevangengenomen en samen met twee van zijn zonen (de priester van Miðfjörður Björn, en de rechtsgeleerde Ari) op 7 november 1550 onthoofd. Een gedenksteen memoreert nu aan die gebeurtenis. In het voorjaar van 1551 werden hun lichamen door mensen vanuit het Noordelijke Kwartier opgegraven, bemodderd in kisten gestopt en vervolgens bij de warme bron Vígðalaug nabij het Laugarvatn meer gewassen. Deze bron is daar nu nog steeds aanwezig. Vervolgens zijn ze terug naar Hólar vervoerd waar ze ordentelijk zijn begraven. Vanaf deze gebeurtenis fungeerde Skálholt als een lutheraans centrum, waarna dat in 1796 naar Reykjavik werd verplaatst. Overigens werd in 1551 in Kirkjuból in het uiterste puntje van Zuidwest-IJsland bloedig wraak genomen door daar een aantal Denen te vermoorden.
De eerste bewoner van Skálholt was Teitur Ketilbjarnarson, de vader van Gizur de Witte die een belangrijke rol in de grote saga van Njáll speelde. De eerste bisschop van IJsland was zijn zoon Ísleifur Gissurarson.